# Едис
Едис — село на востоке Дзауского района Южной Осетии на реке Каласанидон (бассейн Большой Лиахвы).
Центр Едысской (Едисской) сельской администрации в РЮО.

## Водозабор
Рядом с Едисой находится подземный водозабор для водовода Едис-Цхинвал. Из-за землетрясения 1991 года дебит воды уменьшился, и, поскольку источник в Едисе начинает увеличивать водоотдачу только с июня, приходится восполнять его, подключая открытые источники из сёл Бритата, Згубир и Дзомаг.

## Население
В 1987 году в Едиса проживало 80 человек. По переписи 2015 года численность населения села Коз в целом составила 14 жителей.

## Транспорт
Планируется ремонт дороги, проходящей через село Едиса до села Ерман, что позволит получать круглогодичный автомобильный доступ к населённым пунктам.

## Известные уроженцы села
- Беджызаты, Чермен Давидович (1898—1937) — осетинский советский писатель[8].
- Дзесов, Кудзаг Габрелович (1905—1981) — осетинский советский писатель[9].

## Топографические карты
- Лист карты K-38-53 пер. Крестовый. Масштаб: 1 : 100 000. Состояние местности на 1987 год. Издание 1989 г.